# باري نيلسون
باري نيلسون (بالإنجليزية: Barry Nelson)‏(16 أبريل 1917—7 أبريل، 2007) هو ممثل أمريكي ظهر في سلسلة أفلام جيمس بوند.

## حياته
ولد نيلسون في سان فرانسيسكو، كاليفورنيا، وهو نرويجي النسب ودخل الجيش في 1943 إلى 1993 تخرج من جامعة كاليفورنيا بيركلي في عام 1941

## أعماله
| عام   | فيلم                          | دور                                       | ملاحظة |
| ----- | ----------------------------- | ----------------------------------------- | ------ |
| 1941 ‏ | Shadow of the Thin Man        | Paul Clark                                |        |
| 1942 ‏ | جوني إيجر                     | Lew Rankin                                |        |
| 1942 ‏ | Dr. Kildare's Victory         | Samuel Z. Cutter                          |        |
| 1942 ‏ | The Affairs of Martha         | Danny O'Brien                             |        |
| 1942 ‏ | A Yank on the Burma Road      | Joe Tracey                                |        |
| 1943 ‏ | The Human Comedy              | Fat, first soldier                        |        |
| 1943 ‏ | Bataan                        | F.X. Matowski                             |        |
| 1943 ‏ | A Guy Named Joe               | Dick Rumney                               |        |
| 1944 ‏ | Winged Victory                | Bobby Crills                              |        |
| 1951 ‏ | The Man with My Face          | Charles "Chick" Graham/Albert "Bert" Rand |        |
| 1956 ‏ | The First Traveling Saleslady | Charles Masters                           |        |
| 1970 ‏ | Airport                       | Capt. Anson Harris                        |        |
| 1972 ‏ | Pete 'n' Tillie               | Burt                                      |        |
| 1980 ‏ | The Shining                   | Stuart Ullman                             |        |

## وصلات خارجية
- باري نيلسون على موقع IMDb (الإنجليزية)
- باري نيلسون على موقع روتن توميتوز (الإنجليزية)
- باري نيلسون على موقع ألو سيني (الفرنسية)
- باري نيلسون على موقع تيرنر كلاسيك موفيز (الإنجليزية)
- باري نيلسون على موقع أول موفي (الإنجليزية)
- باري نيلسون على موقع قاعدة بيانات برودواي على الإنترنت (الإنجليزية)
- باري نيلسون على موقع قاعدة بيانات برودواي على الإنترنت (الإنجليزية)
- باري نيلسون على موقع قاعدة بيانات الأفلام السويدية (السويدية)
- باري نيلسون على موقع إن إن دي بي (الإنجليزية)
- باري نيلسون على موقع قاعدة بيانات الفيلم (الإنجليزية)